# Objectif de qualité
L'objectif de qualité correspond à l'ancienne « valeur cible » des Directives européennes dans le domaine de la pollution atmosphérique.

## Définition
C'est un niveau de concentration de substances polluantes dans l'air, fixé sur la base de connaissances scientifiques, dans le but d'éviter, de prévenir ou de réduire les effets nocifs de ces substances pour la santé ou l'environnement, à atteindre dans une période donnée.